# Burnside Island
Burnside Island är en ö i Australien. Den ligger i delstaten Western Australia, omkring 1 100 kilometer norr om delstatshuvudstaden Perth. Arean är 0,71 kvadratkilometer. Den sträcker sig 1,6 kilometer i nord-sydlig riktning, och 1,0 kilometer i öst-västlig riktning.
Omgivningarna runt Burnside Island är i huvudsak ett öppet busklandskap. Trakten runt Burnside Island är nära nog obefolkad, med mindre än två invånare per kvadratkilometer. Stäppklimat råder i trakten. Genomsnittlig årsnederbörd är 301 millimeter. Den regnigaste månaden är januari, med i genomsnitt 99 mm nederbörd, och den torraste är augusti, med 1 mm nederbörd.